# Piazza d'Aracoeli
Piazza d'Aracoeli è una piazza di Roma, situata alle pendici del Campidoglio, nel rione Campitelli.

## Storia
La piazza ci appare oggi priva del carattere raccolto che possedeva un tempo. Mancante di un lato a causa delle demolizioni compiute prima per la costruzione del Monumento a Vittorio Emanuele II, iniziata nel 1885, e poi, negli anni '30, per l'isolamento dell'area del Campidoglio, la piazza fu in passato piazza del Mercato. Questa era divisa in due parti, quella propriamente detta del Mercato, ai piedi del Campidoglio, e quella più a nord, all'estremità opposta, detta del Mercatello. I due toponimi ricorrevano nelle intitolazioni di due chiese del luogo, rispettivamente San Biagio de mercato, poi Santa Rita, tuttora esistente ma spostata in altro luogo, e San Giovanni in Mercatello, poi San Venanzio, ricordato ancora oggi nella toponomastica. Nei pressi della piazza, probabilmente nei luoghi dove ora sorgono il palazzo Muti Bussi e il palazzo Astalli, si ergevano due delle tante torri della città: la torre del Mercato e la torre del Cancelliere.
Il mercato non era solo luogo di commercio ma anche di dibattiti politici e palco per i predicatori. Qui nel 1442 risuonarono le parole di San Bernardino da Siena contro il gioco e l'usura. Qui nel 1551 Sant'Ignazio di Loyola aprì la sua prima scuola di grammatica e dottrina cristiana, da cui ebbe origine il Collegio Romano, e vi tenne i suoi primi esercizi spirituali. Qui nel 1713 Rosa Venerini aprì la prima casa romana della Maestre Pie Venerini, la prima scuola pubblica femminile italiana.
Le emergenze architettoniche della piazza sono rappresentate dal Palazzo Muti-Bussi, dal Palazzo Fani (oggi Pecci-Blunt ) e dal Palazzo Massimo di Rignano poi Colonna. L'elemento centrale è costituito dalla fontana disegnata da Giacomo Della Porta ed eseguita nel 1589 da Andrea Brasca, Pietro Gucci e Pace Naldini. Le complicate demolizioni di cui è stata oggetto la piazza d'Aracoeli, se da un lato hanno rovinato la scenografia che Michelangelo aveva utilizzato per la sistemazione del Campidoglio, hanno al tempo stesso aperto una visuale suggestiva su uno scenario d'eccezione. Da qui si possono ammirare con un unico colpo d'occhio il Quirinale, il Foro di Traiano con la sua colonna e la retrostante Torre delle Milizie, le due chiese di Santa Maria di Loreto e del Santissimo Nome di Maria, Palazzo Venezia e gli edifici del convento dell'"Angelicum".

### I palazzi
Palazzo Muti Bussi
Il palazzo, di proprietà della famiglia Muti-Bussi che si è estinta recentemente con la morte della marchesa Olimpia, venne eretto da Giacomo Della Porta intorno al 1585. Presenta una forma pentagonale ma a causa dell'apice spuntato, su cui è situato uno degli ingressi, ha sei facciate. Il grande portone dell'ingresso principale, sul lato maggiore, è ornato da un cartiglio con le mazze decussate dello stemma dei Muti e da teste di leone. Al primo piano, in un angolo, si apre un balcone con una bella vista su piazza d'Aracoeli, sulla maestosa scalinata e la relativa facciata dell'omonima basilica. Recenti ricerche archeologiche hanno portato all'individuazione di antiche murature d'età romana presenti nei sotterranei del palazzo.
Palazzo Fani, oggi Pecci-Blunt
Il palazzo si affaccia su piazza d'Aracoeli. Di tre piani, semplice e nobile è ornato da un fregio a motivi floreali che corre sotto il cornicione. Nella seconda metà del XVI secolo Mario Fani, nobile romano originario di Tuscania, fece rinnovare il palazzo da Giacomo della Porta. Gli affreschi, al piano nobile, sono dei fratelli Taddeo e Federico Zuccari e nella loggia lavorò Raffaellino da Reggio. Alla fine del XVI secolo il palazzo fu affittato a prelati (nel 1601 vi abitò il cardinale Federico Borromeo). Nella prima metà del Seicento il palazzo venne acquistato da Filippo Spada e venduto poi, nel 1632, alla famiglia Ruspoli (quando questi giunsero a Roma da Siena. Agli inizi del XVIII secolo il palazzo passò alla famiglia Malatesta e, infine, nel 1929, ai Conti Pecci Blunt. I Signori Pietro Valsecchi e Camilla Nesbitt sono gli attuali proprietari avendo acquistato il fabbricato dai Conti Pecci Blunt.
Il fabbricato, oltre ad ospitare delle abitazioni civili, viene utilizzato dai Sigg.ri Valsecchi Nesbitt quale location per eventi mondani e culturali.
Palazzo Massimo di Rignano, (1696) poi Colonna, col matrimonio tra Prospero Colonna e Maria Ignazia Massimo negli ultimi anni dell'Ottocento.
L'aspetto attuale del Palazzo è quello voluto dall'architetto Carlo Fontana con un portale a motivi vegetali, quattro piani, un attico moderno e una torretta-osservatorio merlata. L'angolo sinistro del palazzo venne tagliato nel 1939 in seguito all'apertura dell'attuale via del Teatro di Marcello. All'attico si è poi sovrapposta, dopo il 2005, una struttura in vetro e metallo molto simile a un roof garden da ristorante.

### La fontana

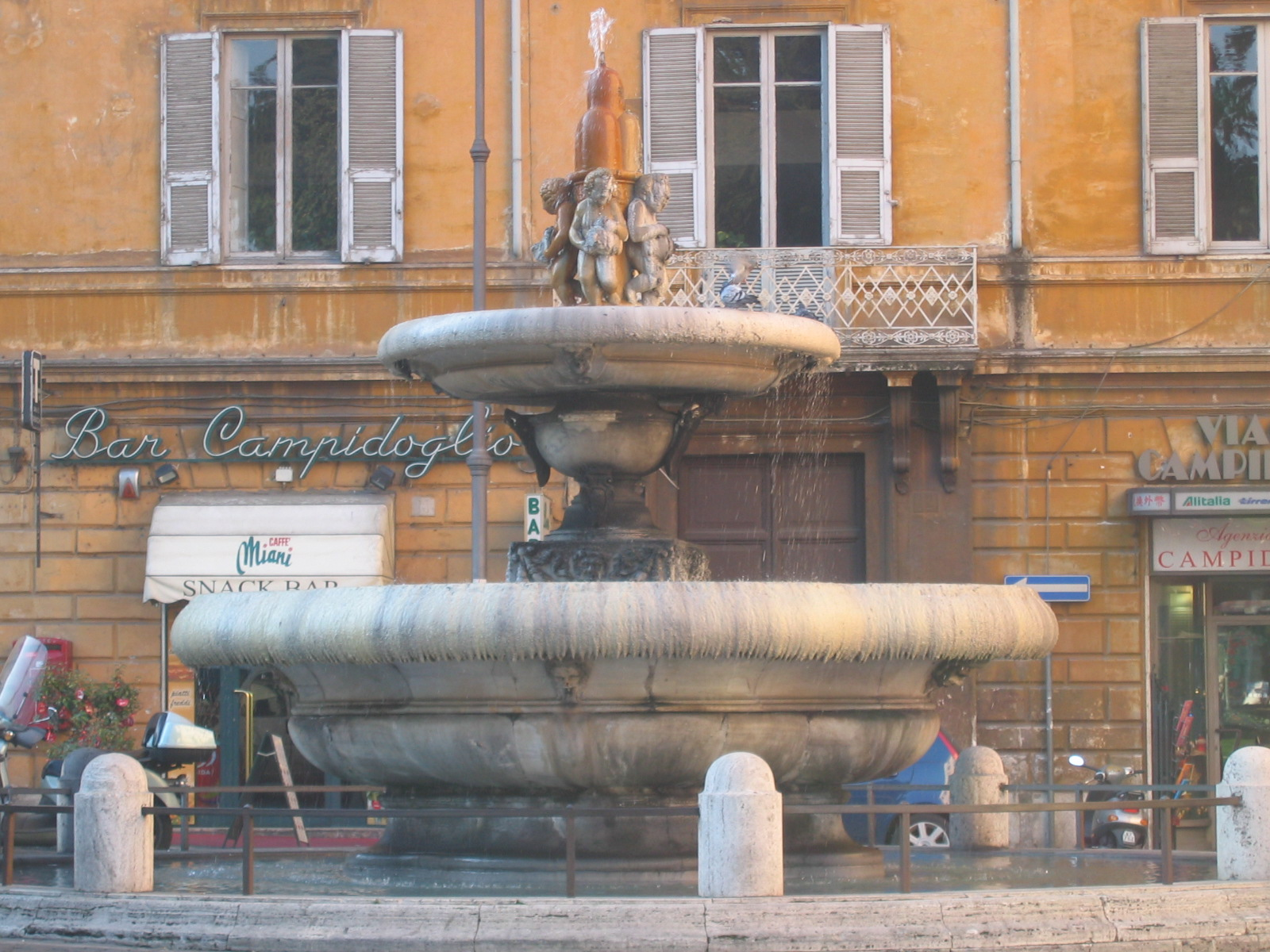
La fontana

La fontana, eseguita nel 1589 da Andrea Brasca, Pietreo Gucci e Pace Naldini su disegno di Giacomo Della Porta, durante il pontificato di papa Sisto V, sorgeva un tempo su due gradini che ripetevano le linee della vasca inferiore e aveva intorno un canaletto per la raccolta dell'acqua che fuoriusciva. Nel 1800 i gradini furono tolti e sostituiti da piccole colonne. Composta di due vasche di forme diverse, la seconda, più piccola, sorregge un gruppo di putti che versano acqua da un vaso, e sopra i quali stanno i monti, simbolo araldico di papa Alessandro VII Chigi; la fontana fu restaurata sotto il pontificato di questo Papa (1655-1667).